# Весенняя (платформа, Владивосток)
Весенняя — пассажирская железнодорожная платформа Владивостокского отделения Дальневосточной железной дороги. Находится в пригороде Владивостока. Электрифицирована в 1962 году.
Через остановочный пункт проходят маршруты всех городских электропоездов. Пассажирские поезда и скоростные междугородние электропоезда следуют без остановок.